# Murder in the Mews
Murder in the Mews and Other Stories är en novellsamling av den brittiska författaren Agatha Christie, först publicerad i Storbritannien den 15 mars 1937. I USA publicerades boken under titeln Dead Man's Mirror i juni 1937 med en berättelse utelämnad (The Incredible Theft); Berkeley Books utgåva från 1987 med samma titel har alla fyra berättelserna. Alla berättelser handlar om Hercule Poirot. Samtliga noveller förutom Dead Man's Mirror har översatts till svenska (se Innehåll).

## Innehåll
| Engelsk originaltitel | Svensk översättning         | Del av novellsamling                 |
| --------------------- | --------------------------- | ------------------------------------ |
| Murder in the Mews    | En bra kväll för mord       | En bra kväll för mord                |
| The Incredible Theft  | Ett hot mot rikets säkerhet | En bra kväll för mord                |
| Dead Man's Mirror     |                             |                                      |
| Triangle at Rhodes    | Triangel på Rhodos          | Åklagarens vittne och andra noveller |

## Handlingar

### Murder in the Mews
Kommissarie Japp ber Poirot att följa med honom till ett hus i Bardsley Garden Mews där en mrs Barbara Allen sköt sig själv kvällen innan – Guy Fawkes Night – dödsögonblicket doldes av ljudet av fyrverkerier. Väl framme upptäcker de att doktorn tycker att det är något konstigt med den fina damens, en ung änkas, död. Mrs Allen hittades av rumskamraten miss Jane Plenderleith, som hade varit borta på landet föregående natt. Offret låstes in i sitt rum och sköts genom huvudet med ett automatvapen, vapnet hittades i hennes hand. Läkaren påpekar dock att vapnet är i hennes högra hand medan såret är ovanför vänster öra – en omöjlig position att skjuta med höger hand. Det ser ut som om detta är ett mord som gjorts för att se ut som självmord – och av en ovanligt inkompetent mördare med en mycket låg uppskattning av polisens utredares intelligens. De intervjuar miss Plenderleith och får reda på att mrs Allen var förlovad med Charles Laverton-West, en ung parlamentsledamot på uppgång, men trots att pistolen var den döda damens kan hon inte komma på någon anledning till att hon skulle använda den för att begå självmord.
Japp och Poirot hittar ytterligare ledtrådar: pistolen har rensats från fingeravtryck och stora summor pengar har dragits från mrs Allens bankkonto vid flera tillfällen, men det finns inga spår av pengar i huset. De får också veta av en granne att mrs Allen hade en gentleman som ringde kvällen innan vars beskrivning inte stämmer överens med hennes fästman. De känner att miss Plenderleith håller något tillbaka och frågar henne om den manlige besökaren och hon föreslår att det var major Eustace – en man som mrs Allen hade känt i Indien och som hon har sett vid flera tillfällen under det senaste året. Hon kände att mrs Allen var rädd för mannen, och Japp och Poirot föreslår att major Eustace utpressar henne - en idé som får bifall av miss Plenderleith. Poirot påpekar att det är ovanligt att utpressare dödar sina offer: normalt är det tvärtom. Japp letar igenom ett skåp under trappan som innehåller föremål som paraplyer, promenadkäppar, tennisracketar, en uppsättning golfklubbor och en liten attachéväska som miss Plenderleith skyndsamt påstår är hennes. De två männen känner miss Plenderleiths ökade spänning.
Miss Plenderleith visar sig ha ett oklanderligt alibi för tidpunkten för dödsfallet, och Poirot och Japp intervjuar Charles Laverton-West. Han blir chockad när han får reda på att en mordutredning pågår och erkänner att han själv inte har något bra alibi. De försöker också träffa major Eustace och höra att han har gett sig av för att spela golf. Omnämnandet av detta får plötsligt Poirot att se allt klart. När de senare lyckas få tag på Eustace upptäcker de att han röker en turkisk cigarett vars fimpar hittades i mews-huset, trots att mrs Allen rökte en annan sort. De bevisar också att han bar en uppsättning manschettknappar, varav en skadad del hittades i rummet där mrs Allen dog, och Japp arresterar honom för mord.
Under förevändning tvingar Poirot Japp att besöka mews hus. Medan de är där smygtittar Poirot ännu en gång på skåpet under trappan och ser att attachéväskan är borta. Eftersom miss Plenderleith just har kommit tillbaka från att ha spelat golf på Wentworth, går de dit och får veta att hon sågs på golfbanan. Senare undersökningar visar att hon sågs kasta ett föremål i sjön där. Polisen fiskar upp väskan den men hittar ingenting i den. Poirot ber Japp och miss Plenderleith att besöka hans lägenhet, och de berättar för henne att Eustace blivit arresterad. Poirot berättar sedan för henne om sina verkliga slutsatser. Från ledtrådar om försvunnet läskpapper drar Poirot slutsatsen att mrs Allen hade skrivit ett brev strax innan hon dog, som, om hon tog livet av sig, skulle tyda på ett självmordsbrev. Han postulerar att miss Plenderleith kom hem, fann sin vän död, driven att ta livet av sig av sin utpressares handlingar, och var fast besluten att hämnas henne – detta var inte ett mord som gjordes för att se ut som självmord utan ett självmord som gjordes för att se ut som mord, och därmed snärjde utpressaren. Miss Plenderleith satte pistolen i mrs Allens högra hand, trots att hon var vänsterhänt, och syftet med hennes resa till Wentworth var att där gömma den döda damens golfklubbor – vänsterhänta klubbor, attachéväskan var ett villospår för att få polisen på spåren. Övertalad av Poirot om att major Eustace kommer att fängslas för sina andra brott, går hon med på att berätta sanningen och rädda mannen från galgen.

### The Incredible Theft
En fest pågår hemma hos Lord Mayfield, en politiker på uppgång och miljonär vars rikedomar kom från hans tekniska skicklighet. Med sig har han flygkaptenen Sir George Carrington, hans fru och son (Lady Julia och Reggie); Mrs Vanderlyn, en vacker brunett amerikanska; och Macatta, en rättfram parlamentsledamot. Mr Carlile, lord Mayfields sekreterare, bjuder dem på middag. Anledningen till festen blir uppenbar när alla utom Lord Mayfield och Sir George lämnar middagsbordet, då de ska diskutera planerna på ett nytt stridsflygplan som skulle ge Storbritannien herravälde i luften. De diskuterar Vanderlyn, som sysslar med spionage. Lord Mayfield bjöd in henne att fresta henne med något stort – planerna för den nya kämpen – för att fånga henne en gång för alla.
Alla gäster går till sängs utom Lord Mayfield och Sir George. Carlile skickas för att hämta ritningarna för jaktplanet från kassaskåpet, så han ger sig iväg för att studera och kolliderar med mrs Vanderlyn som vill hämta sin handväska. De två männen går längs terrassen, när lord Mayfield blir skrämd av en gestalt som lämnar arbetsrummet vid det franska fönstret, men Sir George ser ingenting. När de kommer in i arbetsrummet har Carlile papperen framme, men Lord Mayfield ser snabbt att jaktplanens planer är borta. Carlile är övertygad om att de var i kassaskåpet och han lade dem på bordet. Han blev distraherad när han hörde ett kvinnoskrik i korridoren och sprang ut för att hitta Leonie, fru Vanderlyns hembiträde, som påstod att hon hade sett ett spöke. Carlile hade i övrigt inte lämnat arbetsrummet. Sir George föreslår att man omedelbart kallar in Hercule Poirot.
Poirot anländer mitt i natten. De berättar för honom om händelseförloppet och sina misstankar mot fru Vanderlyn. När Poirot undersöker gräset som leder ut från terrassen bekräftar han att det inte finns några fotspår, vilket innebär att någon i huset begick stölden och att papperen fortfarande finns kvar. Han frågar ut var och en i tur och ordning. Han förstår att Leonie inte såg något spöke; skrek hon för att Reggie smög sig fram till henne för att få en kyss? Poirot föreslår för Lord Mayfield att han ska avsluta festen så att hans gäster kan lämna huset. Nästa morgon börjar gästerna ge sig av. Lady Julia tror att hennes son Reggie stal ritningarna eftersom han har väldigt ont om pengar och inte var i sitt rum under en period kvällen innan. Hon lovar Poirot att de kommer att återlämnas inom tolv timmar om inga ytterligare åtgärder vidtas. Poirot går med på detta och de ger sig av.
Poirot berättar för Lord Mayfield om Lady Julias erbjudande men att hon misstar sig, eftersom hon inte vet att hennes son var upptagen med Leonie vid den aktuella tidpunkten. Poirot förklarar att mrs Macatta hördes snarka i sitt rum, mrs Vanderlyn hördes ropa på Leonie från övervåningen och sir George var med lord Mayfield på terrassen. Alla är inräknade utom Carlile och Lord Mayfield. Eftersom Carlile har tillgång till kassaskåpet hela tiden och kunde ha tagit spåren i lugn och ro, är det bara Lord Mayfield kvar. Poirot tvivlar inte på att Lord Mayfield stoppade planerna i sin egen ficka. Hans motiv är kopplat till ett förnekande som han några år tidigare förnekade att han var inblandad i förhandlingar med en krigförande främmande makt. Eftersom han verkligen var inblandad i sådana aktiviteter måste han nu ha blivit utpressad att lämna över ritningarna via mrs Vanderlyn. Poirot tvivlar inte på att hennes planer har ändrats på ett subtilt sätt så att designen blir ogenomförbar. Lord Mayfield erkänner bedrägeriet men insisterar på att hans motiv, att vägra låta sig hindras från att leda Storbritannien genom den kommande världskrisen, är rent.

### Dead Man's Mirror
När Sir Gervase Chevenix-Gore skriver till Hercule Poirot för att kalla ner honom till Chevenix-Gores förfäders ställe, är Poirot till en början tveksam till att åka. Men det är något som fascinerar honom och därför tar han tåget som Sir Gervase ville att han skulle göra. Vid ankomsten till Chevenix-Gores hus möter Poirot den senares fru Vanda, en excentriker som tror att hon är en reinkarnation av en egyptisk kvinna, hans adoptivdotter Ruth och hennes kusin Hugo, och miss Lingard, en sekreterare som hjälper Sir Gervase att forska i familjens historia. Det är tydligt att ingen väntade sig Poirot, och för första gången i mannaminne är Sir Gervase själv, som alltid är punktlig, försvunnen. Poirot och hans gäster går till hans arbetsrum och hittar honom död, uppenbarligen efter att ha skjutit sig själv. Poirot är dock inte övertygad och börjar snart bevisa att Sir Gervase mördades på grund av olika misstänkta faktorer kring dödsfallet, inklusive den position där kulan tros ha träffat en spegel.
Det avslöjas att innan Poirot anlände var alla gäster och familj i färd med att klä sig för middag och efter att de hört middagsgongen hördes ett skott. Ingen misstänkte att något var fel utan trodde att det antingen var en bil som lät eller att det serverades champagne. Eftersom Chevenix-Gore inte var en populär man finns det hur många misstänkta som helst, inklusive hans egen dotter och brorson. Det avslöjas att Hugo är förlovad med Susan (en annan gäst i huset) och Ruth har redan gift sig med Lake (Chevenix-Gores agent) i hemlighet. Till slut samlar Poirot ihop alla i arbetsrummet. Han avslöjar att Chevenix-Gore hade för avsikt att göra Ruth arvlös om hon inte gifte sig med Hugo Trent. Det var dock för sent, eftersom hon redan var gift med Lake. Poirot anklagar Ruth för att ha dödat Chevenix-Gore, men miss Lingard erkänner mordet. Hon är Ruths riktiga mor och dödade Chevenix-Gore för att hindra honom från att göra hennes dotter arvlös.
Kulan som dödade Chevenix-Gore träffade gonggongen (eftersom dörren till arbetsrummet var öppen), vilket fick Susan att tro att hon hörde den första gonggongen (middagen serverades vanligtvis efter att hovmästaren slagit på gonggongen två gånger). Det var miss Lingard som slog sönder spegeln och fick det hela att se ut som självmord. Hon blåste i en papperspåse för att fejka ett skott. Poirot låtsades anklaga Ruth eftersom han misstänkte att miss Lingard skulle rädda hennes dotter och erkänna, och han hade inga bevis mot miss Lingard. När alla har gått ber miss Lingard Poirot att inte berätta för Ruth att hon är hennes riktiga mamma. Poirot går med på det eftersom miss Lingard är dödligt sjuk och avslöjar ingenting för Ruth som undrar varför miss Lingard begick mordet.

### Triangle at Rhodes
Poirot vill ha en lugn semester fri från brott och åker till Rhodos under lågsäsong i oktober där det bara finns ett fåtal gäster. Förutom den unga Pamela Lyall och Sarah Blake finns Valentine Chantry, en medvetet vacker kvinna som verkar tråna under Douglas Golds uppmärksamhet. Detta görs på bekostnad av hans egen fru Marjorie, en milt attraktiv till synes mustig kvinna, och Valentines make Tony Chantry. Detta är den "triangel" som alla observerar och det blir ganska absurt med de två männen som tävlar om Valentins gunst. Hon verkar njuta av uppmärksamheten. Marjorie Gold vinner snart sympati hos många av hotellets gäster eftersom hennes man ofta är i sällskap med Valentine. Hon söker Poirots råd. Han varnar henne för att lämna ön omedelbart om hon värdesätter sitt liv. Hon säger att hon inte kan lämna sin man. Poirot skakar sorgset på huvudet. Händelsen ställs på sin spets en kväll och börjar när Gold och Chantry har ett högljutt gräl. Valentine och Marjorie återvänder från en bilresa och den förstnämnda hittas förgiftad av cocktailen som hennes man gav henne.
Guld misstänks omedelbart, eftersom giftet som dödade Valentine hittas i fickan på hans kavaj. Poirot lade dock märke till att Chantry stoppade den i Golds ficka precis när allas uppmärksamhet var riktad mot hans döende fru. Poirot ger denna information till polisen. Han säger till Pamela Lyall att hon fokuserade på fel triangel. Den verkliga triangeln stod mellan Douglas, Marjorie och Chantry. Chantry och Marjorie hade en affär och Chantry, som var uttråkad av sin fru men ville ha hennes förmögenhet, konspirerade med Marjorie för att döda henne och se till att Douglas fick skulden för mordet. Poirots varning till Marjorie Gold var inte för att han fruktade att hon var ett offer som riskerade att bli mördad, utan tvärtom. Han varnade henne för att hon skulle åka fast, ställas inför rätta och dömas som en av de skyldiga, och hängas för mord. Han betonar: "Hon förstod."

## Litterär betydelse och mottagande
Simon Nowell-Smith i The Times Literary Supplements nummer för 27 mars 1937 skrev: "Det verkar nuförtiden – det var inte sant för Sherlock Holmes, när reglerna var mindre rigida – att ju kortare en detektivhistoria är, desto mindre bra blir den. Den minst effektiva av berättelserna i den här boken upptar 32 sidor; de flesta 96; och det finns två av medellängd och meriter. Alla håller ganska hög standard som långa noveller, men ingen är lika bra som någon av mrs Christies deckare. Faktum är att dagens läsare kräver att få delta i en detektivhistoria, och ingen levande författare, såvida inte miss Sayers då och då, kan finna plats i en novell för denna extra detektiv." Recensenten ansåg att titelnovellen var den starkaste och att Triangel på Rhodos var den svagaste eftersom "karaktärernas psykologi inte är tillräckligt utvecklad för att göra lösningen vare sig förutsägbar eller trovärdig".
Isaac Anderson från The New York Times Book Review den 27 juni 1937 skrev: "De fyra berättelserna i den här boken är alla helt i linje med Agatha Christie-Hercule Poirot-standarden, och är ungefär så varierade i handling och i de inblandade karaktärerna som det är möjligt för detektivhistorier att vara."
The Scotsman skrev den 1 april 1937: "Det finns ingen ände på mrs Agatha Christies uppfinningsrikedom. Hon skriver med spartansk enkelhet, presenterar sina ledtrådar på ett rättvist sätt och lyckas nästan alltid mystifiera och tillfredsställa läsaren på samma gång. Detta är ingen dålig prestation i en konst som allmänt antas snabbt uttömma ett begränsat förråd av bedrägerianordningar."
I The Observers nummer den 18 april 1937 skrev "Torquemada" (Edward Powys Mathers): "Det är snarare för henne själv än för de fyra klumpigt formade Poirot-historierna som utgör Murder in the Mews som jag ger Agatha Christie första plats [i hans kolumn] denna vecka. Det finns tillräckligt mycket i den lille belgarens senaste bedrifter för att påminna oss om att hans skapare är vår drottning av deckarförfattare, men ingalunda tillräckligt för att ge henne den titeln om hon inte redan hade vunnit den. Den sista och kortaste berättelsen, Triangel på Rhodos, är just den som borde ha gjorts längst, eftersom det är ett problem som helt och hållet beror på utvecklingen av karaktärerna hos fyra personer. Mrs Christie har inte gett sig själv utrymme för en sådan utveckling, och är därför tvungen att brutalt slita sönder knopparna. Jag tror att denna intrig skulle ha gett upphov till en hel roman. I de andra tre berättelserna, var och en av den långa, korta form som brukade vara helig för detektiväventyrsberättelsen, är Poirot bara blekt sig själv, och i vart och ett av fallen är handlingen, även om den är smart, inte lysande. I namnstycket är motivet till det andra brottet med rätta förbryllande; i The Incredible Theft höll jag jämna steg med Poirot; i Dead Man's Mirror kände jag mig lite lurad, jag själv fuskade genom att backa upp de mest yttre av utomstående."
E. R. Punshon från The Guardian recenserade samlingen i numret den 9 april 1937 när han skrev att det "kanske räckte med att säga att de alla är bra, men inte enastående, Christie, och att Monsieur Poirot ... ges full möjlighet att visa sitt vanliga skarpsinne." Punshon sade att titelnovellen var "den bästa och mrs Christie är minst framgångsrik när hon ger sig in på det internationella spionområdet. Den sista berättelsen är en besvikelse i det att den presenterar en intressant psykologisk situation som verkar ropa högt efter en mer fullständig behandling. Mrs Christie kunde mycket väl ha gett den."
Mary Dell skrev i Daily Mirror den 1 april 1937: "Agatha Christie håller sin berömde detektiv Poirot sysselsatt. Här är han mördarjagaren i fyra noveller som visar att den här författaren kan hålla dig lika "på helspänn" i kortare thrillers som i fullängdsthrillers. Och en annan bra sak är att du kan komma till den sista upplösningen av alla knutar på en gång.
Robert Barnard: "Fyra mycket bra långa noveller. Inga blindgångare, men den kanske mest intressanta är Triangle at Rhodes med sin "dubbeltriangel"-handling, mycket bekant från andra Christies."